# Pli selon pli
Pli selon pli ist eine Komposition des französischen Komponisten Pierre Boulez für Sopran und Orchester. Es trägt den Untertitel Portrait de Mallarmé und ist auf den Text dreier Sonette des französischen Dichters Stéphane Mallarmé komponiert.
Das Musikstück dauert über eine Stunde und gehört somit zu den längsten Werken von Boulez. Die Komposition wurde im Jahre 1957 begonnen und bis zum Jahr 1990 erfuhr das Werk diverse Überarbeitungen. Die Uraufführung fand 1960 in Köln statt mit dem Komponisten am Dirigierpult. Eine veränderte Fassung wurde 1962 bei den Donaueschinger Musiktagen erneut unter der Leitung des Komponisten aufgeführt.
Die Komposition besteht aus den folgenden 5 Teilen:
1. Don – auf den Text des Gedichts Don du poème
2. Improvisation sur Mallarmé I – auf den Text des Sonetts « Le vierge, le vivace et le bel aujourd'hui... »
3. Improvisation sur Mallarmé II – auf den Text des Sonetts « Une dentelle s'abolit... »
4. Improvisation sur Mallarmé III – auf den Text des Sonetts « A la nue accablante tu... »
5. Tombeau – auf den Text des gleichnamigen Sonetts